# Диоксидибромид вольфрама
Диоксидибромид вольфрама — неорганическое соединение, оксобромид металла вольфрама  с формулой WO2Br2,
оранжевые кристаллы.

## Получение
- Действие смеси паров брома и воздуха на вольфрам при нагревании:

{\displaystyle {\mathsf {W+O_{2}+Br_{2}\ {\xrightarrow {700-800^{o}C}}\ WO_{2}Br_{2}}}}

## Физические свойства
Диоксидибромид вольфрама образует оранжевые кристаллы.

## Химические свойства
- Разлагается при нагревании:

{\displaystyle {\mathsf {2WO_{2}Br_{2}\ {\xrightarrow {T}}\ WOBr_{4}+WO_{3}}}}